# Institut de recherche en communications et cybernétique de Nantes
L'Institut de recherche en communications et cybernétique de Nantes (IRCCyN - UMR 6597) est une unité mixte de recherche du Centre national de la recherche scientifique (CNRS), dont les tutelles sont l'École centrale de Nantes, l'Université de Nantes et l'École des Mines de Nantes.
Cet institut compte 292 personnes : 98 chercheurs et enseignants-chercheurs, 19 ingénieurs, techniciens et administratifs, 122 doctorants et 9 Post-Doc.
L’IRCCyN a été créé en 1958 par le Professeur Romane Mezencev à l’ENSM (École Nationale Supérieure de Mécanique). En 1968, l’IRCCyN a intégré au CNRS.
Depuis 2008, son directeur est Michel Malabre, directeur de recherche au CNRS.
Au 1er janvier 2017, l’IRCCyN a fusionné avec le LINA pour donner naissance au Laboratoire des Sciences du Numérique de Nantes (LS2N).

## Fonctionnement
L’IRCCyN fait partie de deux fédérations de recherche : AtlanSTIC (Fédération de recherche Science et Technologies de l’Information et de la Communication (CNRS 2819) et l’IRSTV (Institut de Recherche en Sciences et Techniques de la Ville (CNRS 2488).
L’IRCCyN se trouve sur 3 lieux différents. La majorité des infrastructures sont au siège, sur le campus de l’école centrale de Nantes. Les autres centres sont situés à l’École des Mines de Nantes et à l’École Polytechnique de l’Université de Nantes, tous deux situés le campus de la Chantrerie
Il est dirigé par un Comité de Direction et un conseil de l’Unité mixte et un Comité d’Orientation et de Surveillance (COS). Le directeur est nommé pour 4 ans, ce mandat est renouvelable une fois et est épaulé par un directeur adjoint.
L’activité de l’IRCCyN est évaluée tous les cinq ans par le Haut Conseil de l’Évaluation de la Recherche et de l’Enseignement Supérieur (HCERES) ainsi que par le Comité National de la Recherche Scientifique.

## Récompenses
Prix La Recherche 2014
Trophées INPI de l’innovation 2009

## Résultats notoires
Commande de direction partagée entre un conducteur et une automatisation : stabilité en présence du modèle de pilote incertain
Les équipes Commande et PsyCoTec ont développé un système d’aide à la conduite innovant. Le dispositif fournit une aide active au suivi de voie en partageant en continu le contrôle du volant avec le conducteur. L’automate embarqué agit comme un copilote dont l’action sur le volant augmente graduellement lorsque le véhicule s’écarte d’une trajectoire sécurisée sans pour autant se substituer au conducteur qui reste toujours dans la boucle. L’originalité de l’approche adoptée par ces chercheurs est d’avoir conçu un algorithme de commande s’appuyant sur les prédictions effectuées par un modèle du conducteur, réaliste du point de vue du contrôle sensori-moteur chez l’homme. Les résultats obtenus montrent que le modèle embarqué permet à l’automate d’assurer la meilleure cohérence possible dans les interactions entre l’homme et la machine.
Étude de la robustesse de la méthode d'ordonnancement de groupe en utilisant une émulation d'un complexe FMS
Des chercheurs nantais ont mené des expérimentations sur un système de production automatisé pour valider la robustesse des méthodes d’ordonnancement de groupe, qui sont couramment employées pour adapter en ligne le plan de production aux variations des temps de transport. L’étude a été appuyée par une simulation détaillée de l’atelier et de son système de pilotage, qui ont permis de montrer la flexibilité des méthodes d’ordonnancement de groupe et de les comparer avec d’autres méthodes classiques de pilotage prédictif-réactif. Le gain de productivité obtenu par les ordonnancements de groupe est  d’autant plus élevé que le niveau d’incertitude augmente. Il permet de plus de stabiliser  le taux de performances et d’améliorer la qualité des prévisions de production.
L'attention visuelle et les applications des technologies multimédias
La compréhension des mécanismes l’attention visuelle et leur modélisation connaissent une dynamique de recherche très  soutenue  et ce dans plusieurs communautés : neurosciences, psychologie expérimental ou encore dans le domaine des technologies de l’information et des communications. Des méthodologies expérimentales et les modèles en découlant sont décrits. Il est également décrit plusieurs illustrations de l’utilisation des modèles d’attention visuel pour des applications multimédias (compression et transmission de contenus visuels, 3D, médical, évaluation automatique de qualité d’images …).

## Communication
L'IRCCyN organise régulièrement des conférences et des séminaires scientifiques. Il communique vers le grand public lors de journées portes ouvertes et d’autres événements tels que la fête de la science.

## Organisation
L'IRCCyN est constitué de 11 équipes :
- Commande
- Image et Vidéo Communications (IVC)
- Analyse et Décision en Traitement du Signal et de l'Image (ADTSi)
- Ingénierie des Systèmes, Produits, Performances et Perceptions (IS3P)
- Modélisation et Optimisation de Process de Production (MO2P)
- Robotique
- Systèmes Logistiques et de Production (SLP)
- Analyse et Commande des Systèmes à Événements Discrets (ACSED)
- Systèmes Temps-Réel (STR)
- Psychologie, Cognition, Technologie (PsyCoTec)
- Méthodes Formelles pour la Bio-Informatique (MeForBio)